# Montagne Glacis
Die Montagne Glacis ist ein 458 m hohes Bergmassiv aus Granit auf der Nordzunge der Seychellen-Insel Mahé im Distrikt Glacis.

## Geographie
Die Montagne Glacis bestimmt die Landschaft im gleichnamigen Distrikt. Der Ausläufer North Hill ist der „Hausberg“ von Machabee an der Nordküste. Der höchste Gipfel Howard liegt etwa einen Kilometer weiter südwestlich, oberhalb des Ortes Vista do Mar.
Der Gipfelbereich steht als Montagne Glacis Important Bird Area unter Naturschutz. Die Flora besteht vor allem aus eingeführten Pflanzenarten.